# 376
Het jaar 376 is het 76e jaar in de 4e eeuw volgens de christelijke jaartelling.

## Gebeurtenissen

### Europa
- Keizer Valens geeft de Visigoten toestemming zich ten zuiden van de Donau te vestigen in Moesië (huidige Bulgarije). Ruim 200.000 Goten – mannen, vrouwen en kinderen – verdringen zich aan de oevers en steken met bootjes, houtvlotten en tevens holle boomstammen de rivier over. Valens verplicht hen de wapens in te leveren en geeft de nieuwkomers onvruchtbare stukken land, waardoor ze gedwongen worden om graan in te kopen door ruilhandel.
- De Hunnen onderwerpen de Gepiden en de Skiren in Hongarije. Een groep Ostrogoten onder leiding van Alatheus en Safrax vlucht het Romeinse Rijk binnen. Er ontstaat een hongersnood, de Goten worden gedwongen hun eigen kinderen als slaven te verkopen tegen laagwaardig voedsel. Volgens Ammianus Marcellinus: "de markten liggen gevuld met het vlees van honden of besmette dieren, die aan ziektes zijn gestorven".
- De Romeinse commandant Lupicinus van het diocees (provincie) van Thracië, nodigt Fritigern en de Gotische leiders uit voor een banket in Marcianopolis. Hij laat echter tijdens de feestelijke maaltijd de delegatie vermoorden. Fritigern weet te ontsnappen en wordt tot leider van de Visigoten gekozen.
- De Visigoten komen in opstand en trekken plunderend door Moesië. Lupicinus mobiliseert haastig een legermacht (5000 man), maar wordt door Fritigern bij Marcianopolis verslagen. De Goten verwoesten Thracië en de aangrenzende provincies in Dacia (Roemenië).
- Winter - De Visigoten belegeren tevergeefs Adrianopel (Turkije). Fritigern laat de stadsmuren bestormen, maar moet zich na een paar dagen terugtrekken. De Goten splitsen zich op in kleinere groepen om te foerageren.

### Afrika
- De 22-jarige Aurelius Augustinus vestigt zich in Carthago als leraar in de retorica. Hij volgt de leer van het manicheïsme en moet zich houden aan de strenge eisen van ascese.

## Geboren
- Ingyo, keizer van Japan (overleden 453)
- Cyrillus I, patriarch van Alexandrië (overleden 444)

## Overleden
- Vithimiris, koning van de Ostrogoten